# Nueva Zelanda en los Juegos Olímpicos de Sídney 2000
Nueva Zelanda estuvo representada en los Juegos Olímpicos de Sídney 2000 por un total de 147 deportistas que compitieron en 18 deportes.  
El portador de la bandera en la ceremonia de apertura fue el jinete Blyth Tait.

## Medallistas
El equipo olímpico neozelandés obtuvo las siguientes medallas:
| Nombre                | Deporte | Competición            |
| --------------------- | ------- | ---------------------- |
| Oro                   |         |                        |
| Robert Waddell        | Remo    | Scull ind. (M1x) M     |
| Plata                 |         |                        |
| —                     |         |                        |
| Bronce                |         |                        |
| Mark Todd (Eyespy II) | Hípica  | Concurso completo ind. |
| Aaron McIntosh        | Vela    | Mistral M              |
| Barbara Kendall       | Vela    | Mistral F              |